# Беркун, Илья Моисеевич
Илья Моисеевич Берку́н (1903—1964) — советский украинский театральный актёр и режиссёр.

## Биография
Родился в 1903 году в Херсоне (ныне Украина). Окончил актерский факультет Одесского музыкально-драматического института (1926). Работал в Одесском (1926—1928), Кременчугском (1928—1929), Днепропетровском (1933—1941) русских драматических театрах; у театре «Шахтёрка Донбасса» (1929—1933), Одесском театре Советской Армии (1941—1954). С 1955 года осуществлял разовые постановки в одесских театрах.
Умер 23 ноября 1964 года в Москве. Похоронен на 2-м христианском кладбище в Одессе (уч. 130).

## Театральные постановки
- 1948 — «Интервенция» Л. И. Славина
- 1950 — «Кто виноват?» Г. Д. Мдивани, «Ночь ошибок» О. Ґолдсмита
- 1951 — «Вишнёвый сад» А. П. Чехова, «Прага остаётся моей» Ю. А. Буряковского
- 1957 — «Стряпуха» А. В. Софронова
- 1960 — «Цирк зажигает огни» Ю. С. Милютина
- 1961 — «Севастопольский вальс» К. Я. Листова

## Награды и премии
- Заслуженный артист УССР (1954 г.);
- Сталинская премия третьей степени (1952 г.) — за постановку спектакля «Прага остаётся моей» Ю. А. Буряковского на сцене Одесского ТСА;